# Araucaria montana
Araucaria montana és una espècie de conífera de la família Araucariaceae. Només es troba a Nova Caledònia.
És l'espècie d'Araucaria autòctona de Nova Caledònia més distribuïda, i es troba a tota l'illa principal (Grande Terre), així com una petita població a l'Île d'Art. No obstant això, encara es considera vulnerable a causa de la fragmentació de les poblacions i la degradació de l'hàbitat, a causa principalment de les activitats mineres.
L'alçada dels arbres madurs pot variar de 10 a 40 metres. Un estudi genètic poblacional va suggerir que Araucaria laubenfelsii, menys comú, pot no ser diferent d'A. montana.